# Glyphidops obscurus
Glyphidops obscurus är en tvåvingeart som beskrevs av Willi Hennig 1937. Glyphidops obscurus ingår i släktet Glyphidops och familjen Neriidae. Inga underarter finns listade i Catalogue of Life.